# 阿拉马河畔阿吉拉尔
阿拉马河畔阿吉拉尔（西班牙語：Aguilar del Río Alhama）是西班牙拉里奥哈自治区的一个市镇。总面积54平方公里，总人口711人（2001年），人口密度13人/平方公里。